# سولار (خواننده)
سولار (به انگلیسی: Solar) با نام اصلی کیم یونگ-سان (به انگلیسی: Kim Yong-sun) (زاده ۲۱ فوریه ۱۹۹۱) خواننده، بازیگر کره‌ای است. او عضو گروه مامامو است و یونگسان بزرگترین عضو و لیدر گروه مامامو می باشد